# رحافيا روزنباوم
رحافيا روزنباوم (بالعبرية: רחביה רוזנבוים‏) هو لاعب كرة قدم ومدرب كرة قدم إسرائيلي في مركز الهجوم، ولد في 29 أبريل 1934 في إسرائيل. لعب مع هابوعيل تل أبيب.